# Питър Тейлър (футболист, р. 1928)
Вижте пояснителната страница за други личности с името Питър Тейлър.
Питър Тейлър (на английски: Peter Taylor) е бивш английски футболист, вратар. Роден е на 2 юли 1928 г. в Нотингам, почива внезапно на 4 октомври 1990 г. на остров Майорка. Най-известен като помощник-треньор на Брайън Клъф в едни от най-успешните години на Дарби Каунти и Нотингам Форест.

## Кариера като футболист
Питър Тейлър започва професионалната си кариера в местния Нотингам Форест през 1945 г., но не успява да запише нито един мач. През 1950 г. се присъединява към Ковънтри Сити, където за пет години изиграва 86 срещи. След това в продължение на шест години пази вратата на Мидълзбро, където се запознава с Брайън Клъф. През 1961 г. преминава в Порт Вейл за 750 паунда, но там неизменен титуляр е Кен Ханкок и затова изиграва само един мач. През май 1962 г. Тейлър отива в Бъртън Албиън, където малко по-късно става треньор.

## Кариера като треньор
През октомври 1962 г. Тейлър приема предложението да стане треньор на Бъртън Албиън. Под негово ръководство отборът изживява едни от най-успешните години в историята си, печелейки Купата на Южната Лига през 1964 г. Година по-късно Тейлър става помощник-треньор на Брайън Клъф в Хартлипул Юнайтед. Отборът се намира в незавидно положение в Четвърта дивизия, но двамата успяват да го стабилизират, като през първия им сезон Хартлипул завършва на осемнадесета позиция, а следващия – десет места по-нагоре. През 1967 г. дуото напуска, за да застане начело на Дарби Каунти, а доброто наследство, което оставят, спомага на отбора да спечели промоция за Трета дивизия. В Дарби Клъф и Тейлър правят чудеса – по това време отборът се намира в дъното на Втора английска дивизия и не е играл в Първа английска дивизия от почти петнадесет години, а най-големият му успех до момента е спечелването на ФА Къп през 1946 г. Затова и никой не очаква успехите, които предстоят на отбора от Източен Мидландс. През първия си сезон начело на Дарби Каунти Клъф и Тейлър не успяват да постигнат нищо особено. Отборът обаче е почти изцяло променен – като се започне от играчите (някои от новите са доведени от Тейлър) и се стигне до администрацията. Още следващия сезон Дарби Каунти печели първенството на Втора английска дивизия и промоция за елита. Завръщането на отбора в Първа Английска дивизия през сезон 1969/1970 е повече от триумфално – извоювано е четвъртото място. През 1972 г. отборът става шампион на Англия, а година по-късно стига до полуфинал за КЕШ. Противоречията между Брайън Клъф и президента на Дарби Каунти обаче се задълбочават, отчасти и заради спор за важната, но неопределена роля на Тейлър в отбора. На 15 октомври 1973 г. Клъф и Тейлър подават оставка. Феновете на Дарби Каунти са бесни и искат оставките на членовете на борда на директорите и настояват за връщането на треньорското дуо. Играчите също искат Клъф и Тейлър да се върнат и на тайна среща на 22 октомври пишат писмо до борда на директорите с искането си. В крайна сметка на 1 ноември двамата поемат третодивизионния Брайтън & Хоув Албиън. Пръвият сезон е неуспешен – 19-о място, а след това Клъф напуска, за да стане треньор на Лийдс Юнайтед. Този път Тейлър отказва да го последва и остава още две години като старши треньор на Брайтън & Хоув, извеждайки го до четвърто място през сезон 1975/1976. През лятото на 1976 г. Тейлър напуска отбора, за да се събере отново с Клъф, този път начело на Нотингам Форест. Добрите основи, които Питър поставя в Брайтън & Хоув проличават, след като през 1977 г. отборът печели промоция, а през 1979 г. стига и до Първа дивизия. Нотингам, от своя страна, се намира във Втора дивизия, а година след пристигането на Тейлър печели правото да участва в Първа. Успехите продължават и през следващия сезон – Нотингам става шампион със седем точки преднина пред Ливърпул и печели Купата на лигата след 1:0 при преиграването отново срещу Ливърпул. Сезон 1978/1979 отново е успешен за Нотингам Форест. Отборът остава на второ място в класирането след Ливърпул, но печели Купата на Лигата и най-ценното отличие в европейския футбол – Купата на европейските шампиони след 1:0 срещу шведския Малмьо. Триумфът в КЕШ е потвърден следващата година, когато отличието отново е спечелено, този път срещу Хамбургер ШФ. За тези успехи немалка заслуга има и Питър Шилтън, привлечен за рекордните за вратар 270000 паунда, въпреки че в отбора е младежкият национал на Англия Джон Мидълтън. Тейлър оправдава решението с думите „Шилтън печели мачове.“ Тейлър се пенсионира през май 1982 г., на за изненада на мнозина само шест месеца по-късно се връща като старши треньор на Дарби Каунти. Отборът отново е затънал, а Тейлър успява да го стабилизира, като дори постига 14 мача без загуба. През 1984 г. обаче отборът затъва във финансови проблеми, пари за нови играчи липсват, а Дарби е на трето място отзад напред в класирането. През април Тейлър си подава оставката.

## Отношенията с Клъф
| „                                     | Тейлър е мозъкът, който подкрепя мускулите на Клъф. | “ |
| Журналистът от BBC Джонатан Стивънсън |                                                     |   |

| „                                                           | Не мога да постигам успехи като треньор без Питър Тейлър. Аз съм витрината, а той е стоката зад нея. | “ |
| Клъф за ролята на Тейлър в треньорския екип на Дарби Каунти | |   |

| „                            | Ние залепнахме един за друг, допълвахме се отлично. Моята сила бе да открия и купя правилния играч, а умението на Клъф да работи с хората изграждаше играчите до съвършенство. | “ |
| Тейлър за работата си с Клъф | |   |

| „                                                                                | Те бяха перфектните братя. Когато Питър видя Брайън на тренировъчното игрище и започна да го словослови, на Брайън стана пределно ясно, че това е човек, с когото ще може да работи. | “ |
| Журналистът Дънкан Хамилтън, автор на книгата за Клъф Provided You Don't Kiss Me | |   |

Клъф и Тейлър са приятели още от времето, когато двамата играят в отбора на Мидълзбро. Партньорството им се пренася и на треньорската скамейка, като противополжните характери на двамата се допълват прекрасно и тази спойка допринася за незабравимите успехи на Дарби Каунти и Нотингам Форест. Докато Клъф е сприхав и безпощаден към играчите, Тейлър ги глези, опознава ги, намира начин да ги накара да разкрият пълния си потенциал; способността му да открива нови таланти и тактическата му проницателност изграждат основите, които позволяват на Клъф да прави онова, което умее най-добре – да вдъхновява футболистите си да играят на ръба на възможностите си чрез коктейл от страх и преданост. Приятелството им се пропуква през 1980 г., когато Тейлър публикува автобиографията си With Clough by Taylor, в която разказва за работата си с Клъф, без знанието на Клъф за тази книга. Окончателният разрив настъпва на 21 май 1983 г., когато Тейлър, вече старши треньор на Дарби Каунти, привлича играча на Нотингам Джон Робъртсън, без да каже и дума на Клъф. Брайън атакува Питър с думите
| „ | Почти всеки ден се разминаваме на А52 на път за работа. Ако колата му се развали и го видя да ми маха, за да го взема на стоп, аз няма да спра, а ще го прегазя. | “ |

Двамата не си проговарят до смъртта на Тейлър през 1990 г., но според журналиста Дънкан Хамилтън е имало шанс отношенията да бъдат изгладени – след мач между Дарби и Нотингам Клъф отива в офиса на Тейлър, но него го няма. След неочакваната смърт на Тейлър и невъзможността да се сдобрят, Клъф започва да пие повече от преди. През 1994 г. Брайън посвещава автобиографичната си книга на своя приятел.

## Успехи

### Като треньор
Бъртън Албиън
- Купа на Южната Лига:
  - Носител: 1964

### Като помощник-треньор
Дарби Каунти
- Първа английска дивизия:
  - Шампион: 1972
- Втора английска дивизия:
  - Шампион: 1969
- Купа на европейските шампиони:
  - Полуфиналист: 1973
- Тексако Къп:
  - Носител: 1972
- Уотни Къп:
  - Носител: 1970

 Нотингам Форест
- Първа английска дивизия:
  - Шампион: 1978
  - Вицешампион: 1979
- Купа на лигата:
  - Носител: 1978, 1979
  - Финалист: 1980
- Чарити Шийлд:
  - Носител: 1978
- Купа на европейските шампиони:
  - Носител: 1979, 1980
- Суперкупа на УЕФА:
  - Носител: 1979
  - Финалист: 1980
- Междуконтинентална купа:
  - Финалист: 1980